# Pierre Lindstedt
Pierre Ernst Vilhelm Lindstedt, född 15 augusti 1943 i Dalarö i Stockholms län, är en svensk skådespelare.

## Biografi
Trots att han är son till Carl-Gustaf Lindstedt var han från början inte inställd på att bli skådespelare. Han kom dock att börja hjälpa sin far och Arne Källerud med deras föreställningar på Nöjeskatten och blev så småningom scenarbetare på Dramaten och China för att sedan bli passare vid SF. Han gjorde en del korta filminhopp och medverkade i Ingvar Skogsbergs examensfilm på filmskolan, Okay sailor okay (1968), något som fäste uppmärksamheten på honom. Något mindre positiv uppmärksamhet fick han i rollen som motellportier tillsammans med sin far i den utskällda tv-serien Mysinge motell (1968). 
När han sedan gjorde en mindre roll i Bo Widerbergs film Ådalen 31 (1969) medförde detta att Widerberg rekommenderade honom för en roll som drängen Arvid i Troells utvandrarfilmer Utvandrarna (1971) och Nybyggarna (1972). Efter dessa framgångar blev han åter arbetslös en tid och tog anställning som lagerarbetare, men en roll i tv-filmen Repmånad (1972) mot teaterchefen vid Upsala Stadsteater Palle Granditsky ledde till att han fick engagemang hos denne och gjorde scendebut där i Revisorn (1972). 
Därefter har han varit verksam som skådespelare vid Riksteatern 1974 där han medverkade i Jeppe på berget, och från 1976 till 1993 vid Malmö stadsteater, från vilken han i likhet med många andra friställdes vid omorganisationen. Tillsammans med sex andra friställda kolleger, däribland Lindstedts fru skådespelerskan Karin Grandin, bildade han då Teater Glädjehuset i Malmö. Därefter har han bland annat framträtt som hotellägare i tv-serien Pistvakt (1998 och 2000) och som spöket Staffan i julkalendern Mysteriet på Greveholm (1996), en roll han återkom till 2012 i uppföljaren Mysteriet på Greveholm – Grevens återkomst.
Lindstedt saknar helt och hållet formell skådespelarutbildning men säger sig ha lärt av att titta på sin far när denne stod på scenen.[källa behövs] Han representerar en sorts vardagsnära naturlighet i sitt spel och när han 1994 fick Svenska Dagbladets Poppepris motiverades detta med hans "enastående förmåga att underfundigt, varmt, humoristiskt och med små medel gestalta den udda men ändå så vanliga människan". 1971 erhöll han Filmakademins Kurt Linder-stipendium för rollen i Ådalen 31 samt Filmpublicisternas stipendium 1972 för rollen i Utvandrarna och Nybyggarna.

## Filmografi (urval)
- 1966 – Ormen
- 1968 – Kvinnolek
- 1968 – Siste nudisten
- 1969 – Ådalen 31
- 1971 – Utvandrarna
- 1972 – Nybyggarna
- 1972 – Mannen som slutade röka
- 1973 – Emil och griseknoen
- 1973 – Håll alla dörrar öppna
- 1974 – En handfull kärlek
- 1978 – Bomsalva
- 1981 – Sopor
- 1982 – Klippet
- 1985 – Smugglarkungen
- 1985 – Examen
- 1993 – Lotta flyttar hemifrån
- 1993 – Drömkåken
- 1997 – Jag är din krigare
- 1997 – Kalle Blomkvist och Rasmus
- 1999 – Pettson och Findus – Katten och gubbens år
- 2000 – Pettson och Findus – Kattonauten
- 2002 – Hos Musse - Skurkarna
- 2004 – Lejonkungen 3 - Hakuna Matata
- 2005 – Pistvakt
- 2007 – Beck – Advokaten
- 2010 – För kärleken
- 2012 – Dom över död man

### TV
- 1973 – Teskedsgumman (TV-serie)
- 1973 – Kvartetten som sprängdes (TV-serie)
- 1975 – Från A till Ö (TV-serie)
- 1975 – Loranga, Masarin och Dartanjang (TV-serie)
- 1981 – Babels hus (TV-serie)
- 1982 – Dubbelsvindlarna (TV-serie)
- 1983 – Bamsebjörns Bilderbok (TV-serie)
- 1984 – Pengarna gör mannen
- 1986 – Familjeträdet (TV-serie)
- 1989 – Ture Sventon privatdetektiv (TV-serie)
- 1990 – Främmande makt (TV-serie)
- 1996 – Polisen och pyromanen (TV-serie)
- 1996 – Mysteriet på Greveholm (TV-serie)
- 1998 – Skärgårdsdoktorn (TV-serie)
- 1998 – Pistvakt – En vintersaga (TV-serie)
- 1998 – Herkules (TV-serie)
- 1999 – Trettondagsafton
- 1999 – Britt-Yngves (TV-serie)
- 1999 – Julens hjältar (TV-serie)
- 2000 – Pistvakt - Den andra vintern (TV-serie)
- 2001 – Hos Musse (TV-serie)
- 2001 – Återkomsten (TV-serie)
- 2001 – Kommissarie Winter (TV-serie)
- 2002 – Nya tider (TV-serie)
- 2005 – Kommissionen (TV-serie)
- 2008 – Oskyldigt dömd (TV-serie)
- 2009 – Superhjältejul (TV-serie)
- 2012 – Mysteriet på Greveholm – Grevens återkomst (TV-serie)

## Teater

### Roller (ej komplett)
| År   | Roll         | Produktion                                                                                           | Regi                       | Teater                   |
| ---- | ------------ | --- | -------------------------- | ------------------------ |
| 1974 | Miltenberger | Frihet i Bremen (Bremer Freiheit) Rainer Werner Fassbinder                                           | Tom Lagerborg              | Örebroensemblen          |
| 1978 | Toke         | Röde Orm från Kullen Lars Björkman, Pierre Fränckel och Bengt-Arne Wallin                            | Pierre Fränckel Conny Borg | Malmö Stadsteater        |
| 1980 |              | Omaka par (The Odd Couple) Neil Simon                                                                | Egon Larsson               | Malmö stadsteater        |
| 1980 |              | Som ni behagar (As you Like it) William Shakespeare                                                  | Torsten Sjöholm            | Malmö stadsteater        |
| 1981 | Medverkande  | Cirkus! Cirkus! - historien om en clown (August August, August. Eine Zirkusvorstellung) Pavel Kohout | Torsten Sjöholm            | Malmö Stadsteater        |
| 1982 | Medverkande  | Maratondansen (They shoot horses, don't they?) Horace McCoy                                          | Lucian Giurchescu          | Malmö Stadsteater        |
| 1984 |              | Peer Gynt Henrik Ibsen                                                                               | Edith Roger                | Malmö Stadsteater        |
| 1987 | Medverkande  | Jaktscener från Nedre Bayern (Jagdszenen aus Niederbayern) Martin Sperr                              | Magnus Bergquist           | Malmö Stadsteater        |
| 1989 |              | Trettondagsafton (Twelfth Night, or What You Will) William Shakespeare                               | Otomar Krejča              | Malmö stadsteater        |
| 1996 |              | Galoschkungen Sigvard Olsson                                                                         | Göran Stangertz            | Helsingborgs stadsteater |

## Radioteater
| År   | Roll           | Produktion                                          | Regi            |
| ---- | -------------- | --------------------------------------------------- | --------------- |
| 1992 | Taxichauffören | Chopins piano (Chopin's Piano) David Zane Mairowitz | Göran Stangertz |